# .om
Pour les articles homonymes, voir OM.

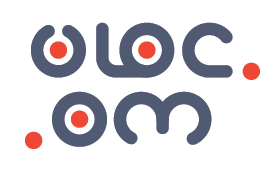

.om est le domaine de premier niveau national (country code top level domain : ccTLD) réservé à Oman.